# Митино (бывшая деревня, Москва)
Ми́тино — бывшая деревня, вошедшая в состав Тушинского района Москвы в 1985 году. В ходе начавшегося массового жилищного строительства в начале 90-х годов на территориях, переданных в административное подчинение столицы (в том числе и где располагалось Митино), деревня была полностью снесена. В настоящее время на территории бывшей деревни находится одноимённый район.

## История
Первое упоминание (как Митин починок) о деревне датируется 1389 годом в завещании Дмитрия Донского. В течение следующих 250 лет в сохранившихся исторических документах Митино упоминается только однажды — в 1417 году в завещании Василия I. Начиная с 1623 года Митино упоминается как пустошь, однако уже к середине 17 века в документах зафиксировано описание его как достаточно крупной деревни в составе монастырской вотчины Чудова монастыря. В 1654 году в окрестностях Москвы началась эпидемия чумы, из-за которой в течение следующих двух лет умерло практически всё население деревни. После эпидемии в течение 150 лет Митино было пустошью и только в 1810-х годах появились сведения о достаточно крупной деревне с таким названием. По имеющимся документам установить точную дату возрождения деревни не удалось, однако предположительно это произошло в 1800-х годах. В первой половине 19 века Митино перенесли на Пятницкое шоссе (в настоящее время Митинская улица). В 1861 г. Митино была казенной деревней, насчитывавшей 67 дворов, в которой проживало 489 человек. В 1879 году в Митине открыли четырёхклассную школу, в которой обучались и дети из окрестных деревень. В 1926 году в деревне был создан колхоз, который после Великой Отечественной войны стал частью колхоза «Завет Ильича». Когда в конце 1930-х годов вокруг Москвы начали создавать систему противовоздушной обороны города, рядом с Митином были расквартированы штаб и тыловые подразделения 251 зенитного полка и штаб 7 прожекторного полка. Впоследствии во время Великой Отечественной войны эти подразделения осуществляли оборону Москвы от налётов вражеской авиации. После окончания войны рядом с деревней расположились подразделения Путиловско-Кировского полка, находившиеся в Митине до 1992 года, пока полк не сменил дислокацию на новое место — город Валдай.
С момента своего возрождения численность населения в Митине постоянно росла вплоть до конца 60-х годов XX века, когда достигла своего максимального значения — около 800 человек. На момент включения деревни в состав Москвы в Митине проживало 498 человек.